# 石川進之介
石川 進之介（いしかわ しんのすけ、1981年〈昭和56年〉9月2日 - ）は、日本の料理人（出張シェフ）、タレント。東京都板橋区出身。

## 書籍
- 素材の味を楽しむパスタレシピ: 「にんにく」と「鷹の爪」を使わない（2012年5月23日、日東書院本社）ISBN 978-4528019478[1]
- 石川進之介の旅するシェフ（2016年5月21日、メトロポリタンプレス）ISBN 978-4907870324[2]

## 連載

### 雑誌「WINE WHAT[3]」（株式会社INSTYLE PUBLISHING[4]）
- てんとう虫"石川進之介"のお腹がすく話「EPICUREAN LIFE #11」[5]（2019年01月、P100〜P111）
- てんとう虫"石川進之介"のお腹がすく話1「桜鱒」[6]（2019年03月、P96）[7]
- てんとう虫"石川進之介"のお腹がすく話2「パプリカ」[8]（2019年05月、P108）
- てんとう虫"石川進之介"のお腹がすく話3「バグズ」[9]（2019年07月、P112）
- てんとう虫"石川進之介"のお腹がすく話4「ワサビ」[10]（2019年09月、P124）
- 簡単レシピで、今日から作れる！「世界を旅する"妄想"餃子食堂」[11]（2019年09月、P82〜P87）
- てんとう虫"石川進之介"のお腹がすく話5「ナス」[12]（2019年11月、P120）
- てんとう虫"石川進之介"のお腹がすく話6「蕎麦」[13]（2020年01月、P100）
- てんとう虫"石川進之介"のお腹がすく話7「お鮨」[14]（2020年05月、P120）
- てんとう虫"石川進之介"のお腹がすく話 特別編「おこもりワインにはブナシメジをプラスせよ」[15]（2020年08月）
- シメジマン進之介の簡単ワインのあて Vol.1「スルメイカの酒蒸し」[16]（2020年11月、P97）
- シメジマン進之介の簡単ワインのあて Vol.2「丸ごとたまねぎとコンビーフのフォンデュ風」[17]（2020年12月、P97）
- シメジマン進之介の簡単ワインのあて Vol.3「ワンパンでできる"出汁の効いた蟹玉あんかけスープ"」[18]（2021年02月）